# Missió Integrada de les Nacions Unides a Timor Oriental
La Missió Integrada de les Nacions Unides a Timor Oriental (UNMIT) és una força multinacional de manteniment de la pau desplegada a Timor Oriental des de 2006. El mandat de la UNMIT va ser establert el 25 d'agost de 2006 amb l'aprovació de la resolució 1704 del Consell de Seguretat de les Nacions Unides i prorrogat per successives resolucions del mateix organisme. La creació de la UNMIT va ser conseqüència de la greu crisi política i humanitària sorgida al país entre abril i maig de 2006.
Els objectius originals de la UNMIT, establerts en la resolució 1704, són o van anar: prestar ajuda al govern i a les institucions per fomentar el govern democràtic; donar suport a Timor Oriental en el procés de les eleccions presidencials de 2007; donar suport a la policia nacional i a la seguretat del país; contribuir a la supervisió, promoció i protecció dels drets humans; i coordinar-se amb els altres organismes i programes de les Nacions Unides en honor de la consolidació de la pau i el desenvolupament de les capacitats per a l'escenari post-conflicte. Els termes del mandat van ser posteriorment estesos per mitjà de les resolucions del Consell de Seguretat 1802 (2008), 1867 (2009), 1912 (2010), 1969 (2011).

## Galeria

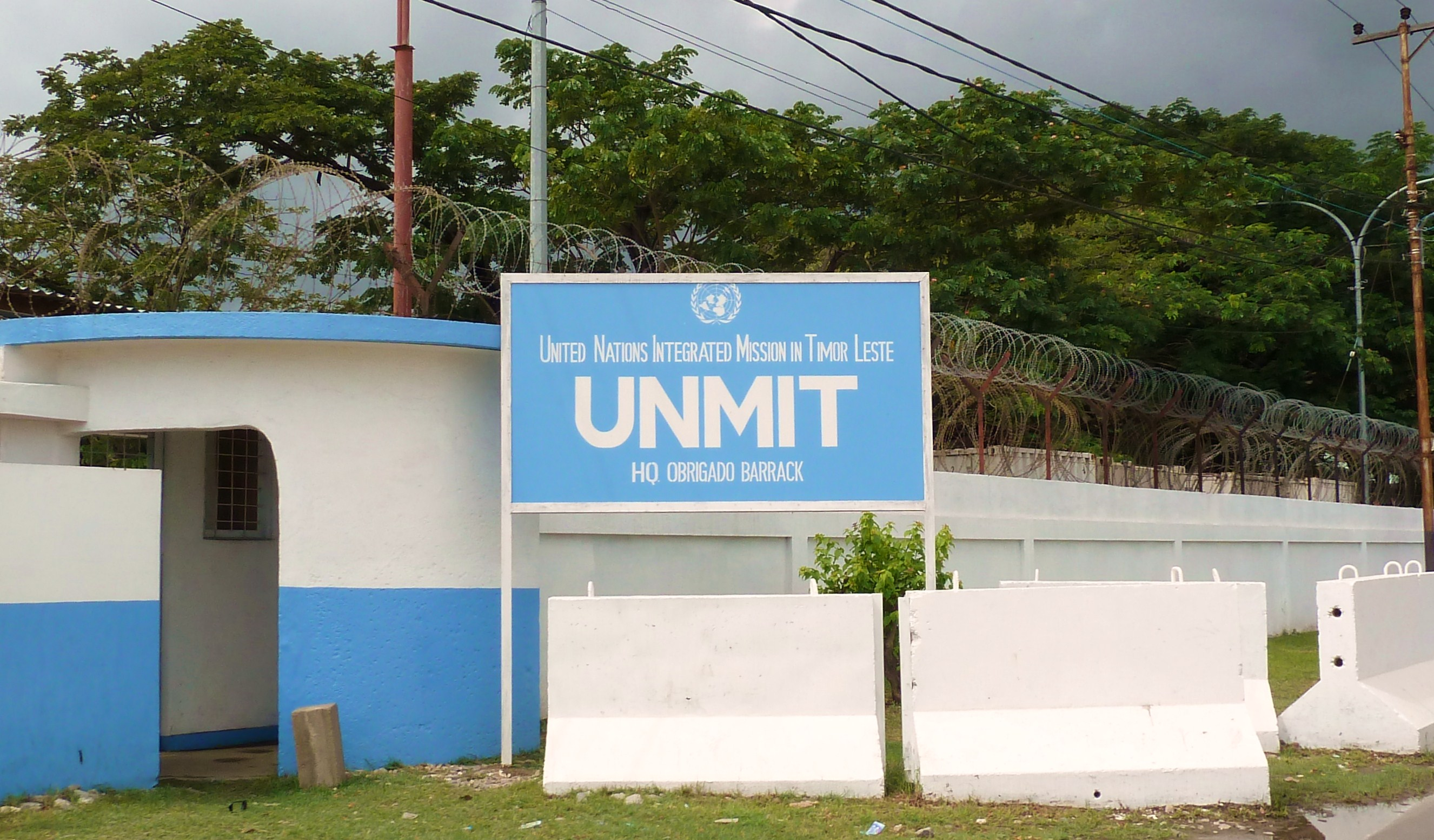
Seu de la UNMIT a Dili
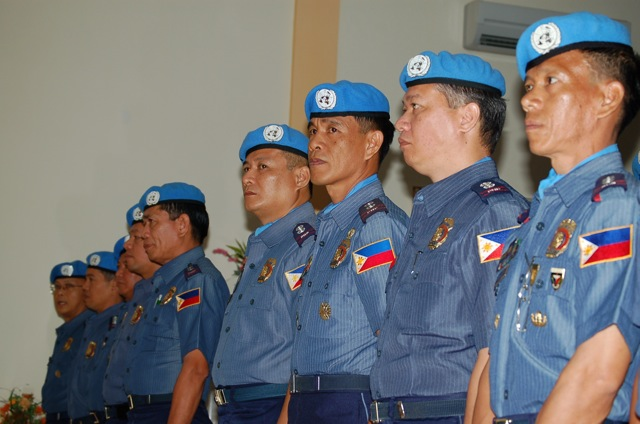
Soldats filipins de la UNMIT.
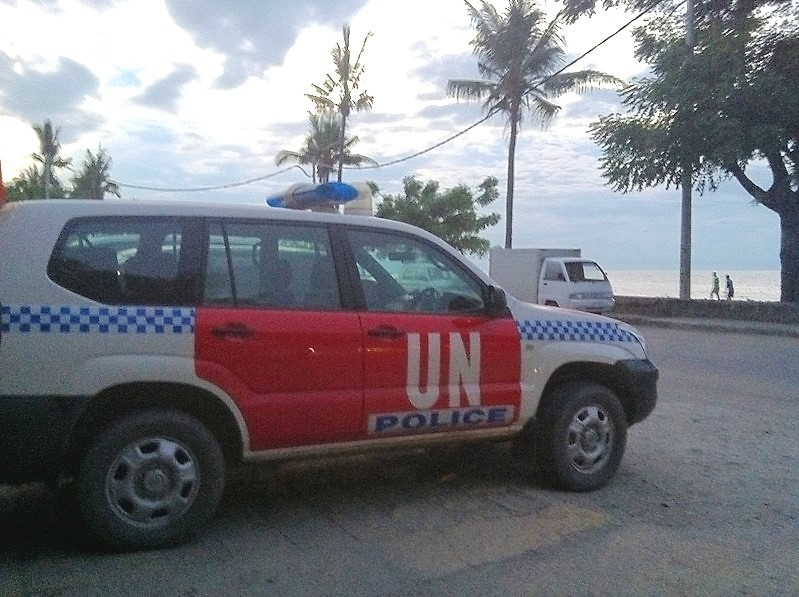
Policia de l'ONU a Dili
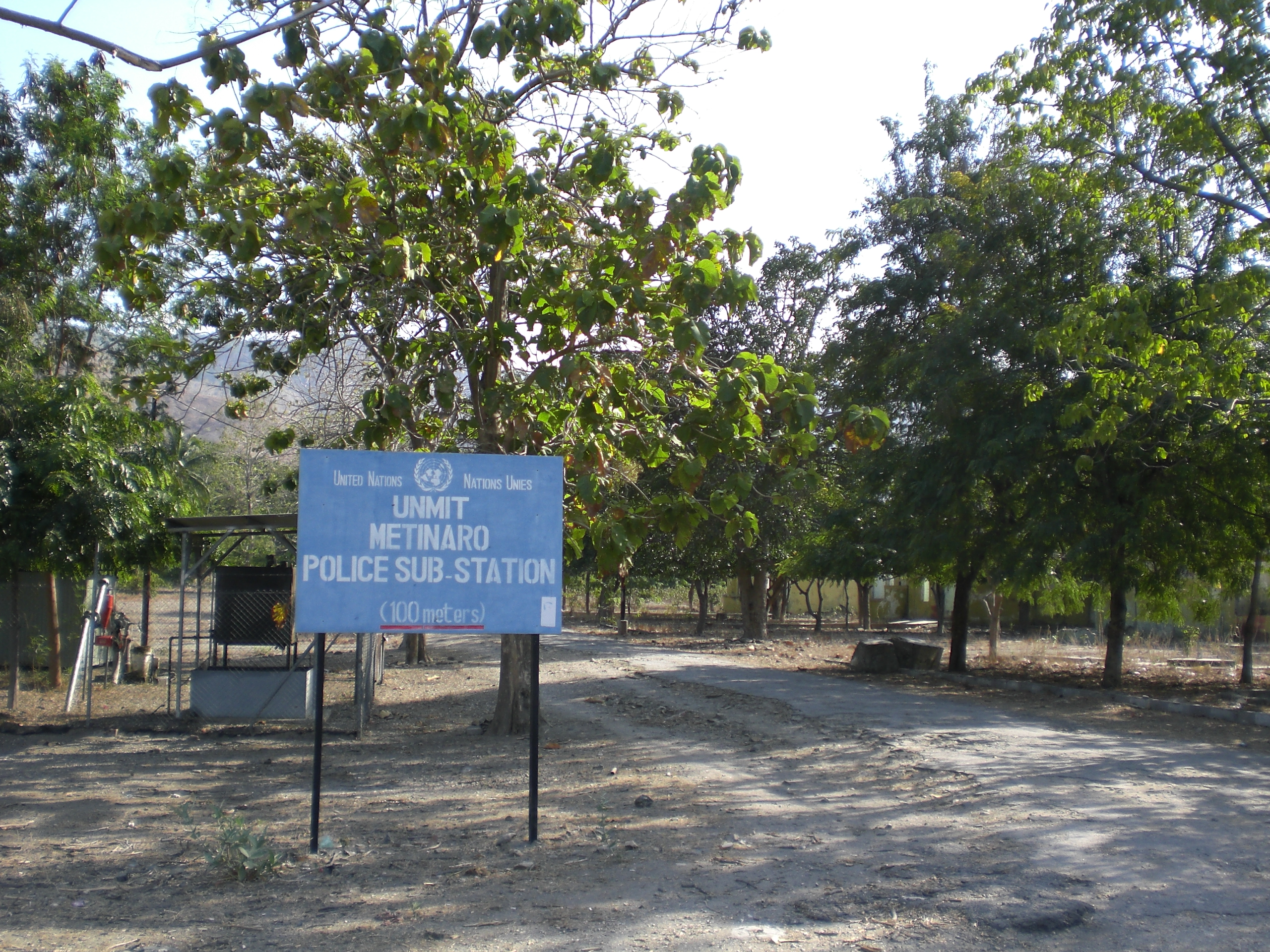
Estació de la UNMIT a Metinaro